# Балатуков, Кирилл Матвеевич
Кая́-бей Балату́ков (Кири́лл Матве́евич Балату́ков; ?—1827) — российский военачальник, генерал-майор, георгиевский кавалер, участник Отечественной войны 1812 года, первый российский генерал — крымский татарин.

## Биография
Основатель рода Аджи Бекир бей Болатин оглу был одним из «владетельных» князей Большой Кабарды. Каралезский бей Кызындар Мехмед-ага, в числе первых крымских родов получил российское дворянство в 1783 году (с присвоением чина коллежского советника) и дал начало фамилии Балатуковых. Отец Кая бея Балатукова, Мемет Бей, был министром финансов хана Кырым-Герая в период его первого правления (1758 −1764), брат — Адиль-бей Балатуков, впоследствии командир Крымскотатарского Лейб-гвардии эскадрона.
Воспитанник Греческого кадетского корпуса. Он знал ряд языков, в том числе русский, греческий, французский, изучил географию, историю, арифметику, геометрию, алгебру и физику. Начал службу 1 октября 1786 года в составе Греческого корпуса, 3 июля 1793 года Балатуков стал подпоручиком в Севастопольском мушкетёрском полку, в 1801 году вышел в отставку в чине майора; в 1803—1806 годах избирался Симферопольским уездным предводителем дворянства. В русской армии числился как Кирилл Матвеевич Балатуков.
В августе 1807 года, в связи с началом войны с Францией, назначен командиром вновь сформированного Симферопольского конного татарского полка, нёсшего службу на прусской границе. С началом Отечественной войны 1812 года принимал участие в боевых действиях в составе корпуса атамана М. И. Платова, в том числе в Смоленском, Можайском, Бородинском, Тарутинском сражениях. За боевые заслуги, будучи ещё в звании подполковника, 31 декабря 1812 года награждён орденом Св. Георгия IV степени за участие 8 октября в бою при Тарутине «и за отбитие у неприятеля орудий», орденами св. Анны II степени с полком «находился в преследовании неприятеля в разных местах за границей и за оказанные при сих делах отличия» и св. Владимира III и IV степеней.
В корпусе генерала П. Х. Витгенштейна участвовал в заграничном походе в битвах при Тильзите, Бранденбурге, особенно отличился в составе отряда генерал-лейтенанта Ф. Ф. Левиза вместе с полком при взятии Данцига. В ходе дальнейшего похода, «командуя вверенной колонной, состоявшей из конницы и пехоты, участвовал в сражении при занятии предместья Лангфурта и неприятельских „шанцов“ на горе Цыганкенберге». Эти тяжелые бои происходили 17, 21 и 22 августа 1813 года. По их результатам командование отметило заслуги. К-б. Балатукова «и за успех … особенно оказанный» наградило чином генерал-майора и Прусским орденом «За заслуги».
Позже был также награждён орденом св. Анны I степени. В 1814 году отличился во время захвата Парижа (вместе с Ахмет-бей Хункаловым), имел соответствующую медаль.
После роспуска крымскотатарских полков по окончании войны в октябре 1814 года, выступил инициатором создания Крымскотатарского лейб-гвардии эскадрона (по образцу Донского и Уральского казачьих), на что получил благоволение императора Александра I, с которым встречался во время посещения монархом Крыма в 1825 году. В следующем, 1826 году был издан указ о сформировании Лейб-гвардии крымско-татарского эскадрона, который в апреле 1827 года выступил на службу в Санкт-Петербург.
Генерал Кая-бей Балатуков скончался в октябре 1827 года и был похоронен в родовом имении Каралез.

## Семья
- жена — Шах Султан Ханим, дочь капитана Катырша Бея Ширинского, Шах Султан Ханим.

дети:
- Мемет-бей
- Батыр-бей,
- дочь Сайде Султан.

Семья Балатуковых имела недвижимые имения при разных деревнях Симферопольского, Евпаторийского и Феодосийского уездов — до 40 000 десятин пахотных и сенокосных земель. Кроме того, в Феодосийском уезде при деревне Катерша Сарай ему принадлежали фруктовые сады, а в Симферопольском уезде при деревне Черкез-Керман — лесные угодья. Семья Балатукова постоянно жила в деревне Катырша-Сарай Феодосийского уезда.